# Llista d'espècies d'antrodiètids
Llista d'espècies de antrodiètids, una família d'aranyes migalomorfs descrita per Gertsch el 1940. Són aranyes de mida petita, localitzades als Estats Units i al Japó, amb només tres gèneres descrits. Aquest llistat conté la informació recollida fins al 14 d'octubre de 2005.

## Gèneres i espècies

### Aliatypus
Aliatypus Smith, 1908
- Aliatypus aquilonius Coyle, 1974 (EUA)
- Aliatypus californicus (Banks, 1896) (EUA)
- Aliatypus erebus Coyle, 1974 (EUA)
- Aliatypus gnomus Coyle, 1974 (EUA)
- Aliatypus gulosus Coyle, 1974 (EUA)
- Aliatypus isolatus Coyle, 1974 (EUA)
- Aliatypus janus Coyle, 1974 (EUA)
- Aliatypus plutonis Coyle, 1974 (EUA)
- Aliatypus thompsoni Coyle, 1974 (EUA)
- Aliatypus torridus Coyle, 1974 (EUA)
- Aliatypus trophonius Coyle, 1974 (EUA)

### Antrodiaetus
Antrodiaetus Ausserer, 1871
- Antrodiaetus apachecus Coyle, 1971 (EUA)
- Antrodiaetus ashlandensis Cokendolpher, Peck & Niwa, 2005 (EUA)
- Antrodiaetus cerberus Coyle, 1971 (EUA)
- Antrodiaetus coylei Cokendolpher, Peck & Niwa, 2005 (EUA)
- Antrodiaetus effeminatus Cokendolpher, Peck & Niwa, 2005 (EUA)
- Antrodiaetus hageni (Chamberlin, 1917) (EUA)
- Antrodiaetus lincolnianus (Worley, 1928) (EUA)
- Antrodiaetus metapacificus Cokendolpher, Peck & Niwa, 2005 (EUA)
- Antrodiaetus microunicolor Hendrixson & Bond, 2005 (EUA)
- Antrodiaetus montanus (Chamberlin & Ivie, 1935) (EUA)
- Antrodiaetus occultus Coyle, 1971 (EUA)
- Antrodiaetus pacificus (Simon, 1884) (EUA)
- Antrodiaetus pugnax (Chamberlin, 1917) (EUA)
- Antrodiaetus robustus (Simon, 1891) (EUA)
- Antrodiaetus roretzi (L. Koch, 1878) (Japó)
- Antrodiaetus stygius Coyle, 1971 (EUA)
- Antrodiaetus unicolor (Hentz, 1842) (EUA)
- Antrodiaetus yesoensis (Uyemura, 1942) (Japó)

### Atypoides
Atypoides O. P.-Cambridge, 1883
- Atypoides gertschi Coyle, 1968 (EUA)
- Atypoides hadros Coyle, 1968 (EUA)
- Atypoides riversi O. P.-Cambridge, 1883 (EUA)